# سلیمان جعفرزاده
سلیمان جعفرزاده (زادهٔ ۱۳۴۴ در پلدشت) نمایندهٔ حوزه انتخابیه ماکو و شوط و پلدشت و  چالدران در دورهٔ هشتم  مجلس شورای اسلامی بوده‌است. وی پیش‌تر در دورهٔ هفتم نیز عضو این مجلس بود.